# セルゲイ・ベロフ
セルゲイ・ベロフ（Sergei Alexandrovich Belovロシア語: Серге́й Алекса́ндрович Бело́в, 1944年1月23日 - 2013年10月3日 ）はソビエト連邦、ロシアのバスケットボール選手で指導者であった。ソビエト連邦トムスク州出身。